# مقبرة الشهداء (الطائف)
مقبرة الشهداء تقع المقبرة أمام جدار القبلة بمسجد عبداالله بن عباس في الطائف غرب المملكة العربية السعودية، مما يلي الركن الشمالي الغربي. وقد دفن في هذه المقبرة التاريخية شهداء غزوة الطائف من الصحابة٬ وهم: سعيد بن سعيد بن العاص بن أمية٬ وعرفطة بن جناب٬ وعبد الله بن أبي بكر الصديق٬ وعبد الله بن أبي أمية بن المغيرة٬ وعبد الله بن عامر بن ربيعة٬ والسائب بن الحارث بن قيس بن عدي٬ وأخوه عبد الله٬ وجليحة بن عبد الله٬ وثابت بن الجذع٬ والحارث بن سهل بن أبي صعصعة٬ والمنذر بن عبد الله٬ ورقيم بن ثابت بن ثعلبة بن زيد. وقد أحيطت المقبرة بسور من الطوب والخرسانة المسلحة.